# Расстрел в Агринионе
Расстрел в Агринионе (греч.  Η εκτέλεση στο Αγρίνιο :142) — расстрел 120 человек греческого гражданского населения, совершённый солдатами Вермахта 14 апреля 1944 года, в Агринионе, во время тройной, германо-итало-болгарской, оккупации Греции, в годы Второй мировой войны.

## События предшествовавшие расстрелу

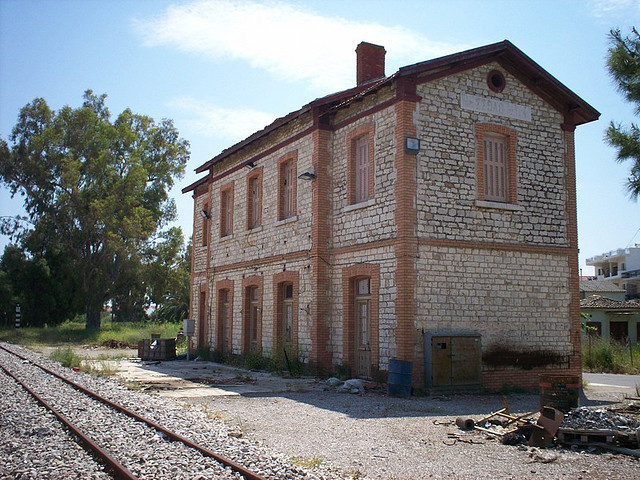
Заброшенная железнодорожная станция Месолонгиона.

На протяжении всех лет оккупации железнодорожная сеть Греции была объектом атак со стороны греческих партизан.
Это касалось как железнодорожных коммуникаций стратегического значения, таких как линия Салоники — Афины, так и линий второстепенного и местного значения.
Одновременно, пытаясь приостановить рост партизанского движения в Греции, немецкое командование, среди прочих мер, использовало меру многократного ответа за каждого убитого немецкого солдата.
9 апреля 1944 года партизаны Народно-освободительной армии Греции (ЭЛАС) региона Месолонгион подорвали, а затем сожгли железнодорожный состав в Ангелокастро местной железнодорожной линии Месолонгион — Агринион (ныне выведена из эксплуатации).
Сопровождавшие состав немецкие солдаты были убиты.

## Чёрная Великая пятница

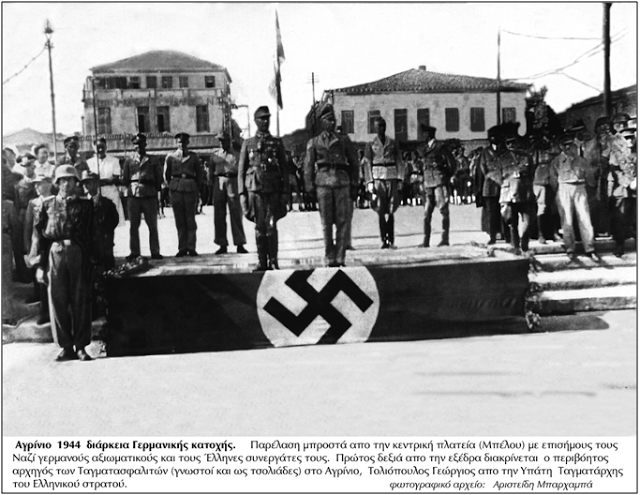
Нацисты и коллаборационисты на центральной площади Агринио.

В ответ на операцию греческих партизан, немецкое командование, с помощью греческих коллаборационистов майора Г. Толиопулоса, произвело аресты в областном центре Агринион.
На рассвете Великой пятницы 1944 года, 14 апреля, немцы повесили на центральной площади города членов ЭПОН (молодёжной организации Национально-освободительного фронта) Х. Салакоса, П. Сулоса и банковского служащего А. Анастасиадиса.
После чего, забрав из тюрьмы 117 заключённых, коллаборационисты по десятке отводили их за церковь Святой Троицы, где немцы расстреливали их из пулемётов:143.

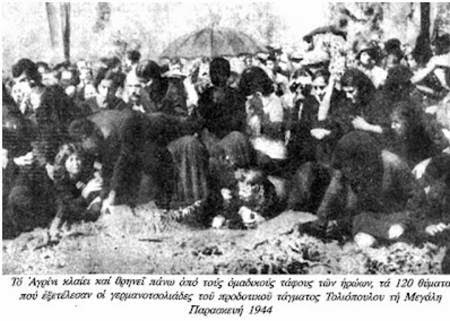
Плач над братской могилой расстрелянных в Агринио.

Много позже, поэт Яннис Рицос писал в своём стихотворении «Воскресенское Поминовение» (Αναστάσιμο Μνημόσυνο):

Место святое, где антихрист вновь распял Христа и Элладу,
Случилось это апреля четырнадцатого, в Великую Пятницу
Когда из земли пробивались лилии, маки, ромашка на Пасху
Могилы были выкопаны и не вмещали мо́лодцев

## Объявление — предупреждение оккупационных властей

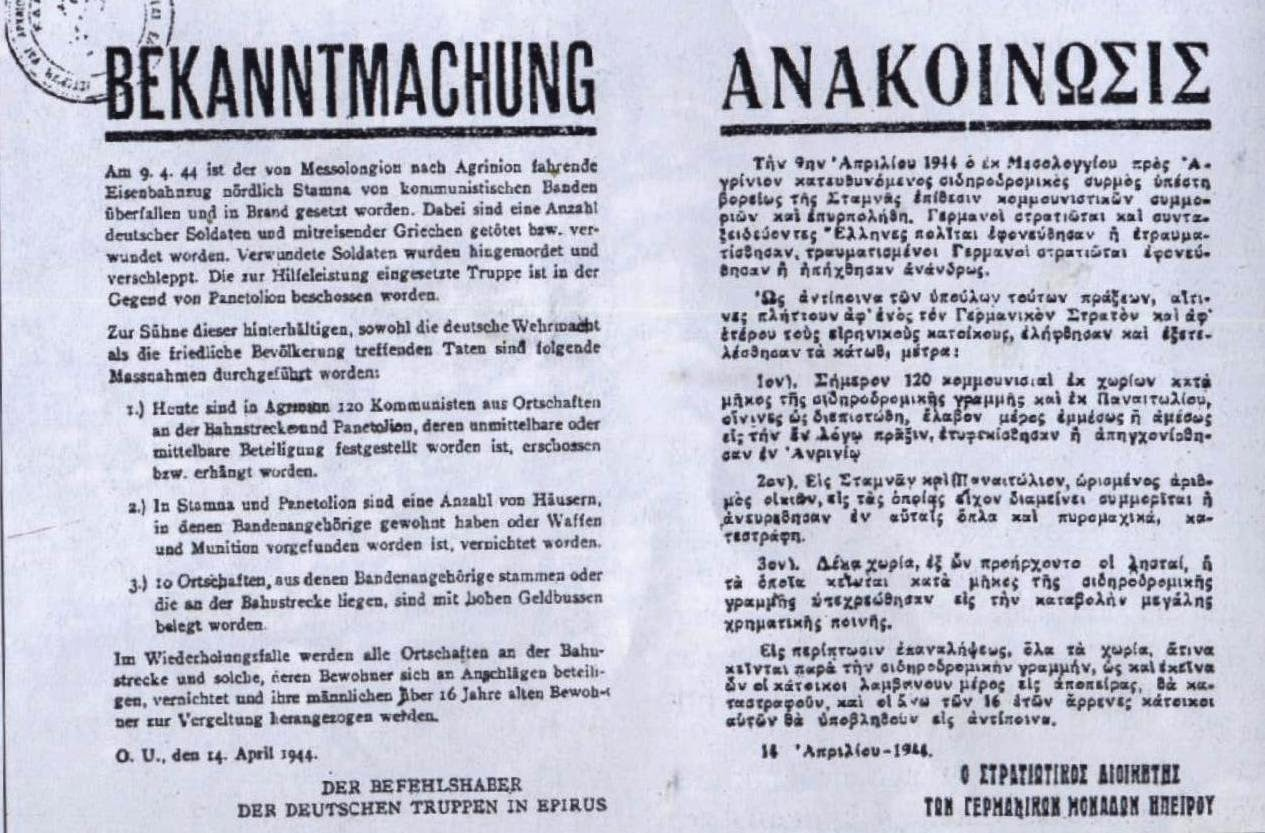
Объявление-предупреждение оккупационных властей

После расстрела оккупационные власти распространили объявление-предупреждение, где среди прочего было написано:
«…железнодорожный состав …подвергся атаке коммунистических банд и был сожжён. Немецкие солдаты и греческие граждане были убиты или ранены, раненные немецкие солдаты были убиты или похищены. В качестве возмездия за эти коварные действия, которые с одной стороны наносят урон немецкой армии, а с другой стороны мирным жителям, были приняты и исполнены следующие меры:
- Сегодня, 120 коммунистов из сёл вдоль железнодорожной линии, которые, как выяснилось, прямым или косвенным образом приняли участие в этой акции, были расстреляны или повешены в Агринио.
- В Стамне и Панетоликон, несколько домов, в которых бандиты скрывались и где было найдено оружие и боеприпасы, были разрушены.

……
В случае повторения подобного, все сёла вдоль железной дорог, а также сёла жители которых будут принимать участие в подобных акциях, будут разрушены. Мужчины старше 16 лет подлежат расстрелу.
14 апреля 1944.
Военный комендант Эпира».

## Продолжение террора
Террор был продолжен. После аналогичного, но менее значительного эпизода (были убиты 6 немецких солдат) в июле были расстреляны ещё 59 человек в близлежащем селе Каливья (тела троих убитых были вывешены вдоль железнодорожного полотна).
После ещё менее значительного эпизода, были расстреляны 14 человек в селе Запанти.
Террор и расстрелы продолжались до ухода немцев из города.
Агринион был освобождён силами Народно-освободительной армии Греции 14 сентября того же года.

## Сегодня
На месте расстрела 117 сегодня установлен памятник. Также на центральной площади где были повешены трое горожан установлен памятник работы скульптора Тимьоса Панургиаса, где на каждой из трёх граней выбит профиль повешенных.
В феврале 2014 года слепой депутат парламента от партии Коалиция радикальных левых (СИРИЗА) Панайотис Курумблис (ныне министр здравоохранения нового греческого правительства) обратился к тогдашнему президенту Греции Каролосу Папулиасу добавить Агринион к запрограммированному как акт извинения за нацистские преступления и примирения со стороны президента Германии Иоахима Гаука возложению венков на месте массового убийства в Лингиадесе.